# KÜHNE
KÜHNE – najstarszy węgierski producent maszyn rolniczych pod marką KÜHNE oraz pojazdów komunikacyjnych pod marką Credo z siedzibą w Mosonmagyaróvárze.

## Historia
Firma Kühne zostaje założona w 1856 przez Wilhelma Henrik Pabst i Frigyes Krauss. Od 20 października 1947 roku firma KÜHNE stała się firmą państwową. 1 stycznia 1978 roku decyzją Ministra Metalurgii i Maszyn fabryka zostaje włączona do koncernu Rába. W 1997 roku firma zostaje sprywatyzowana i staje się własnością firmy Kravtex Kft. W 1999 roku grupa Kravtex-Kühne nabywa licencję na produkcję busów od czeskiej firmy SOR Libchavy.